# Aeroporto Internacional de Bonriki
O Aeroporto Mullinix Field é o terminal aéreo de Bonriki, conhecido também como Aeroporto de Tarawa ou Aeroporto Internacional das Ilhas Kiribati é o único terminal aéreo internacional das Ilhas Kiribati e serve então como porta de ingresso para esta nação insular. Localiza-se na vila Bonriki, na ilha Tarawa do Sul.
O aeroporto é hub principal das duas companhias aéreas kiribatianas Air Kiribati e Coral Sun Airways.

## História
Foi construído em Dezembro de 1943 pelo « SeaBee », um batalhão da armada dos Estados Unidos e foi chamado de « Mullinix Field » em homenagem a « Henry M. Mullinix », morto anteriormente, em 24 de Novembro, quando seu navio foi alvejado por um submarino japonês nas Ilhas Gilbert, mais precisamente nas proximidades do Atol de Tarawa.